# 조용한 이별
"조용한 이별"은 1967년 공개된 대한민국의 영화이다.

## 배역
- 신성일
- 남정임